# Petit-de-Grat Island
Petit-de-Grat Island är en ö i Kanada.   Den ligger i provinsen Nova Scotia, i den östra delen av landet, 1 200 km öster om huvudstaden Ottawa. Arean är 9,2 kvadratkilometer.
Terrängen på Petit-de-Grat Island är mycket platt. Öns högsta punkt är 34 meter över havet. Den sträcker sig 4,5 kilometer i nord-sydlig riktning, och 4,0 kilometer i öst-västlig riktning.